# Ворволинці
Ворво́линці — пасажирський залізничний зупинний пункт Тернопільської дирекції Львівської залізниці.
Розташований неподалік від села Бересток, Заліщицький район Тернопільської області на лінії Біла-Чортківська — Стефанешти між станціями Товсте (9 км) та Торське (4 км).
Станом на травень 2019 року щодня дві пари електропотягів прямують за напрямком Заліщики — Тернопіль-Пасажирський.